# Red Skelton
Red Skelton (Vincennes, 18 de julho de 1913 — Rancho Mirage, 17 de setembro de 1997) foi um comediante estadunidense de rádio, cinema e tv. Começou sua carreira na adolescência como palhaço de circo e depois atuando em vaudeville, na Broadway, em filmes, rádio, TV, night clubs e cassinos, ao mesmo tempo em que desenvolvia outra carreira como pintor.

## Biografia

### Primeiros anos
Nascido em Vincennes, Indiana, Skelton era filho de Joseph E. Skelton (1878–1913), falecido pouco depois do aniversário do filho, e Ida (apelidada Fields) Skelton (1884–1967). Durante a vida de Skelton houve certa disputa sobre sua data de nascimento. O biógrafo Arthur Marx noticiou (com informações de segunda mão) que ele poderia ter nascido por volta de 1906, embora 1910 fosse às vezes citado como a data de seu nascimento.  Para a revista People Magazine, em artigo publicado em 1979, o ator admitiu que havia mentido sobre sua idade, e foi citado como dizendo ter chegado "aos seus setenta".
Aos 15 anos, Skelton já se dedicava em tempo integral ao entretenimento, viajando com "shows médicos", vaudevilles, espetáculos burlescos, shows aquáticos, shows de menestréis e espetáculos circenses. Enquanto atuava em Kansas City, em 1930, Skelton conheceu e se casou com sua primeira esposa, Edna Stillwell. O casal se divorciou 13 anos depois, mas Stillwell continuou como uma de suas redatoras principais.

### Filmes
Em 1938 fez sua estréia no cinema pela RKO em Having Wonderful Time (br: O Mundo se diverte), com Ginger Rogers. Em 1939 mais duas aparições pela Vitaphone em curtas-metragens: Seeing Red e The Bashful Buckaroo.
Skelton foi contratado pela Metro-Goldwyn-Mayer para dar um alívio cômico no drama médico  Dr. Kildare, mas em pouco tempo ele estava estrelando comédias de costumes e musicais em Technicolor. Quando Skelton assinou seu contrato de longo prazo com a MGM em 1940, ele insistiu em uma cláusula que o permitisse trabalhar em rádio e televisão. O chefão do estúdio, Louis B. Mayer, concordou com os termos, arrependendo-se depois, quando a televisão tornou-se uma ameaça aos filmes.

### Rádio
Após aparições no The Rudy Vallee Show em 1937, Skelton tornou-se atração regular de Avalon Time, na NBC, em 1939, patrocinado pelos Cigarros Avalon. Em 7 de outubro de 1941 Skelton foi premiado com seu próprio show de rádio, The Raleigh Cigarette Program, desenvolvendo uma série de personagens que incluiam o boxeador bebado Cauliflower McPugg, o inebriado Willy Lump-Lump e Mean Widdle Kid Junior, cuja frase favorita ("I dood it!") tornou-se parte do vocabulário americano.
O próprio Skelton foi referência no desenho do personagem Popeye em que o marinheiro entra em uma casa mal-assombrada e encontra um esqueleto vermelho (red skeleton, em inglês). Popeye pergunta how are you?, e o esqueleto responde I'm Red. E novamente Popeye: Oh, Red Skeleton.
O comediante ajudou na venda de bônus de guerra da Segunda Guerra Mundial em seu show, com apresentações de Ozzie Nelson e Harriet Nelson no elenco de apoio, e ainda a Ozzie Nelson Orchestra e o locutor Truman Bradley. Harriet Nelson era a vocalista do show.
Foi neste período que Red se divorciou de sua primeira esposa, Edna, e se casou com sua segunda mulher, a atriz Georgia Davis. De acordo com o diretor George Sydney, Skelton conheceu Georgia quando visitava o set de The Harvey Girls (br: As Garçonetes de Harvey) (1945) onde Georgia, também apelidada de Red, interpretava uma das garotas más do Alhambra Bar. O único filho do casal, Richard, nasceu em 1945. Georgia trabalhou como empresária de Red até 1960.
Skelton foi convocado em março de 1944, e sua popular série foi interrompida em 6 de junho. Enviado para um navio em alto-mar onde promovia o entretenimento das unidades do exército. Skelton levava uma agitada vida militar. Além de suas obrigações e responsabilidades, ele frequentemente era chamado para entreter oficiais a altas horas da noite. O resultado disso tudo foi uma crise nervosa na Itália. Passou três meses em um hospital, até ser mandado de volta em setembro de 1945.
Em 4 de dezembro de 1945 The Raleigh Cigarette Program retornou, com Skelton apresentando alguns novos personagens. David Forrester and David Rose conduziam a orquestra, apresentando como vocalista Anita Ellis. Os locutores eram Pat McGeehan e Rod O'Connor. A série chegou ao fim em 20 de maio de 1949. Depois disso Skelton mudou-se para CBS, onde o show durou até maio de 1953.

### Televisão
Em 1951, a NBC convidou Skelton para levar seu show de rádio para a televisão. Seus personagens eram ainda melhores na tv do que no rádio. A tv também trouxe um de seus personagens mais lembrados, Freddie the Freeloader, um tradicional vagabundo.
O locutor e ator Art Gilmore, cuja voz pode ser ouvida em diversos trailers de filmes de Hollywood nos anos 40 e 50, tornou-se o locutor do show, com David Rose e sua orquestra encarregados da música. Um hit instrumental de Rose, chamado Holiday for Strings, era usado como música tema.
Durante as temporadas de 1951-52, Skelton transmitia ao vivo do estúdio transformado da rádio NBC. Quando ele queixou-se da pressão de fazer um show ao vivo, a NBC concordou em filmar seus shows nas temporadas de 1952-53 nos estúdios da Eagle-Lion Films, na Santa Monica Boulevard, em Hollywood. Depois o show mudou-se para os estúdios de tv da NBC em Burbank.
A queda da audiência obrigou a NBC (e o patrocinador Procter & Gamble) a cancelar o show na primavera de 1953. Iniciando-se a temporada de 1953-54, Skelton trocou-a pela CBS, onde permaneceu até 1970.
O biógrafo Arthur Marx documentou problemas pessoais de Skelton, incluindo alcoolismo. Uma aparição no Ed Sullivan Show representou uma mudança de direção em sua carreira televisiva. Ele cortou a bebida e seus índices de audiência na CBS começaram a melhorar, especialmente depois de começar a aparecer nas noites de terça com seus co-patrocinadores Johnson's Wax e Pet Milk Company.
Muitos dos shows televisivos de Skelton sobreviveram graças a cinescópios, filmes e videotapes, e foram apresentados em anos recentes em estações de tv da PBS. Além disso, vários shows foram lançados nos formatos VHS e DVD.
No começo dos anos 60, Skelton tornou-se o primeiro da CBS a ter seus programas semanais transmitidos em cores. Ele comprou um velho estúdio em La Brea Avenue (que uma vez foi propriedade de Charlie Chaplin) e o transformou para produção de tv, formando sua própria companhia, a Van Bernard Productions, do qual também era sócio Irwin Allen.
Ele tentou encorajar a CBS a fazer outros programas coloridos, embora a maioria das gravações ainda fossem em preto-e-branco. Entretanto, o presidente da CBS William S. Paley acabou por desistir da tv em cores após a noticia do insucesso dos esforços para receber a aprovação do Federal Communications Commission (FCC) ao sistema "color wheel" da CBS, desenvolvido por Peter Goldmark) em meados dos anos 50.
Ainda que a CBS ocasionalmente utiliza-se instalações da NBC ou seu próprio pequeno estúdio a cores para alguns especiais, a rede evitava programações em cores — exceto para programas como O Mágico de Oz e Cinderella— até o fim de 1965, quando tanto a NBC quanto a CBS tornaram a maioria de seus programas compativeis com o sistema em cores da RCA. Por essa altura Skelton já havia abandonado seu estúdio próprio e se mudado para os estúdios da emissora na Television City, onde realizou seus programas até deixar a rede. Ao final de 1962 a CBS expandiu seu programa para uma hora completa, renomeando-o para The Red Skelton Hour.
No auge da popularidade de Skelton, seu filho foi diagnosticado com leucemia. Em 1957 isso era uma sentença de morte para uma criança. A doença e a subsequente morte de Richard Skelton aos 9 anos de idade deixaram seu pai devastado e incapaz de atuar durante boa parte da temporada de 1957-58. O show continuou com convidados especiais que incluiam um jovem Johnny Carson, que havia atuado como roteirista de Skelton durante alguns anos. O programa só seria cancelado em 1970. Skelton foi introduzido no Hall Internacional da Fama dos Palhaços em 1989.
Na sua autobiografia, Groucho and Me, Groucho Marx sustentou que uma atuação cômica é mais dificil que uma atuação séria. Marx citou a enorme habilidade de atuação de Skelton e que o considerava digno de ser o sucessor de Charlie Chaplin.

### Fora do ar
Skelton possuía altos índices de audiência em 1970, mas havia dois problemas com a CBS. Demograficamente não se mostrava atrativo para a parcela jovem da audiência, e seu contrato anual de salário tornou-se desproporcional graças à inflação. Desde que a CBS decidiu antecipar o programa para manter outro favorito de longa data, Gunsmoke, seu apelo tornou-se restrito a uma audiência mais velha. Isso possibilitou que mesmo com o aumento inflacionário do contrato de Skelton ele permanecesse no ar por mais alguns anos. No entanto, entre 1970 e 1971, CBS mudou dos tradicionais programas semanais de variedades comandados por veteranos como Skelton, Jackie Gleason, Ed Sullivan, e outros que os programadores da rede imaginavam estar perdendo a audiência jovem e resultando em queda da audiência. A CBS ainda continuou com o altamente popular show de Carol Burnett até 1978 e transmitiu programas de variedades apresentados por jovens apresentadores, como Sonny & Cher. Anos depois, Burnett contou a repórteres que os shows de variedade da rede haviam se tornado muito caros para serem trazidos de volta.
Skelton mudou-se para a NBC em 1970 para uma temporada, em uma versão de meia-hora de seu antigo show nas noites de segunda-feira, quando terminou sua longa carreira ao ser cancelado pela rede em 1971.

### Após a tv
Após terminar seus dias na tv, Skelton voltou a realizar performances ao vivo em nightclubs,cassinos e resorts, bem como uma apresentação no Carnegie Hall, em Nova York.
Red casou-se pela terceira e última vez em 1983 com Lothian Toland, que era bem mais jovem que ele. Ela continua mantendo um website e os negócios envolvendo a memória e a arte de Skelton.
Em Death Valley Junction, California, Skelton encontrou uma afinidade espiritual ao ver o trabalho artístico e as performances de pantomima de Marta Becket. Hoje, pinturas das performances circences de Marta decoram o Red Skelton Room, no Amargosa Hotel, onde Skelton se hospedou por quatro horas no quarto 22.

### Escritor e músico
Próximo ao fim de sua vida, Skelton contou que sua rotina diária incluia escrever uma curta história por dia. Ele selecionou as melhores histórias para publicação. Também realizou composições musicais. Entre as mais notáveis está a patriótica "Red's White and Blue March."

### Vida Pessoal
Skelton casou-se com Edna Marie Stillwell (1906 - 1982), uma redatora de piadas e empresária. Skelton tinha 18 anos e Edna 16. Divorciaram-se em 1943. Stillwell continuou aconselhando sua carreira mesmo após o fim do casamento. Foi Edna quem negociou o contrato de sete anos em Hollywood para ele em 1951, mesmo ano da estréia do "The Red Skelton Show" na NBC.
Em 9 de março de 1945 se casou com a atriz Georgia Maurine Davis em Beverly Hills. Eles tiveram dois filhos, Richard Jr., e Valentina Marie Skelton. Richard Skelton Jr. morreu em 10 de maio de 1958, vítima de leucemia, apenas dez dias antes de completar o décimo aniversário, devastando a vida familiar de Skelton. Arthur Marx, filho de Groucho Marx e amigo da família, que publicou uma biografia não autorizada de Skelton em 1979, escreveu "Red transformou o quarto de seu filho na casa de Palm Springs em um pequeno museu... Ele o isolou com uma corda de veludo para que ninguem possa entrar lá."  Durante um ano interrompeu a sua carreira de actor a viajou com o filho doente durante um ano pelo mundo inteiro para lhe dar a conhecer o planeta onde vivia, um acto de amor de um pai para um filho doente que sabe não vai sobreviver e lhe quer dar todo o conhecimento possível nos últimos momentos!! Pouca gente sabe disto!!
A morte do garoto afetou profundamente Red e Georgia. Em 1966, Georgia Skelton feriu a si própria com um "tiro acidental". Por fim, se divorciaram em 1971. Ao final de 1973, Skelton, agora com 60 anos, casou-se com sua secretária, Lothian Toland, 25 anos mais jovem. Permaneceram juntos até a morte de Skelton em 1997. Em 10 de maio de 1976, aniversário de morte de Richard Jr,  Georgia cometeu suicidio com um tiro. Ela tinha 55 anos. Profundamente afetado pela morte da ex-mulher, Red deixou de atuar por uma década e meia, encontrando consolo em pintar quadros de palhaços.

### Morte
Red Skelton morreu em 17 de setembro de 1997 na cidade de Rancho Mirage, próximo a sua casa em Anza, California, no Eisenhower Medical Center, vítima de pneumonia, aos 84 anos. Foi enterrado na tumba da família no The Great Mausoleum's Sanctuary of Benediction, no Forest Lawn Memorial Park, em Glendale.

## Filmografia
- Having Wonderful Time (br: O Mundo se Diverte) (1938)
- Flight Command (br: Asas nas Trevas) (1940)
- The People vs. Dr. Kildare (br: Minha Vida é Tua) (1941)
- Whistling in the Dark (1941)
- Dr. Kildare's Wedding Day (1941)
- Lady Be Good (br: Se Você Fosse Sincera) (1941)
- Ship Ahoy (br: Barulho a Bordo) (1942)
- Maisie Gets Her Man (1942)
- Panama Hattie (br: A Loirinha do Panamá) (1942)
- Whistling in Dixie (1942)
- DuBarry Was a Lady (br: DuBarry Era um Pedaço) (1943)
- Thousands Cheer (br: A Filha do Comandante) (1943)
- I Dood It (br: Muralhas de Jericó) (1943)
- Whistling in Brooklyn (1943)
- Bathing Beauty (br: A Escola de Sereias) (1944)
- Ziegfeld Follies (1946)
- The Show-Off (1946)
- Merton of the Movies (1947)
- The Fuller Brush Man (br: As Loucuras de Mr. Jones) (1948)
- A Southern Yankee (1948)
- Neptune's Daughter (br: A Filha de Netuno) (1949)
- The Yellow Cab Man (br: O Motorista do Táxi Amarelo / pt: Morotista Terremoto)(1950)
- Three Little Words (br: Três Palavrinhas) (1950)
- Duchess of Idaho (br: Meu Coração Tem Dono) (1950)
- The Fuller Brush Girl (br: As Aventuras de Sally) (1950)
- Watch the Birdie (br: O Homem das Calamidades) (1950)
- Excuse My Dust (br: Desculpe a poeira) (1951)
- Texas Carnival (br: A Sereia e o Sabido) (1951)
- Lovely to Look At (br: O Amor Nasceu em Paris) (1952)
- The Clown (br: O Palhaço) (1953)
- Half a Hero (br: Quase Herói) (1953)
- The Great Diamond Robbery (1953)
- Susan Slept Here (br: Romance de Minha Vida) (1954)
- Around the World in Eighty Days (br: A Volta ao Mundo em 80 Dias) (1956)
- Public Pigeon No. One (1957)
- Ocean's Eleven (br: Onze Homens e Um Segredo) (1960)
- Those Magnificent Men in Their Flying Machines (br: Esses Homens Maravilhosos e Suas Máquinas Voadoras) (1965)
- Rudolph's Shiny New Year (1976) (Especial de Natal da rede de tv ABC)

Curtas:
- The Broadway Buckaroo (1939)
- Seeing Red (1939)
- Radio Bugs (br: Os Batutinhas) (1944) (voz)
- Weekend in Hollywood (1947)
- The Luckiest Guy in the World (1947) (voz)
- Some of the Best (1949)